# 1245年
| 千纪： | 2千纪 |
| 世纪： | 12世纪 \| 13世纪 \| 14世纪                                                                                 |
| 年代： | 1210年代 \| 1220年代 \| 1230年代 \| 1240年代 \| 1250年代 \| 1260年代 \| 1270年代                           |
| 年份： | 1240年 \| 1241年 \| 1242年 \| 1243年 \| 1244年 \| 1245年 \| 1246年 \| 1247年 \| 1248年 \| 1249年 \| 1250年 |
| 纪年： | 乙巳年（蛇年）；大理道隆七年；蒙古昭慈后（称制）四年；南宋淳祐五年；越南天應政平十四年；日本寬元三年       |

## 大事记
- 西敏寺開始重建
- 大蒙古国（蒙古帝国）临朝称制的昭慈皇后（乃马真后）下令察罕、張柔等將領攻打南宋的淮西、揚州等地。

## 出生
- 瑪·約伯耶和華三世，東方亞述教會中國籍牧首。
- 若望二十二世，出生于1245年或1249年，教宗（逝世于1334年，91岁）
- 黄道婆，约生于1245年
- 4月3日——腓力三世，法国国王（逝世于1285年，40岁）